# I. udarni bataljon (Slovensko domobranstvo)
I. udarni bataljon je bil bataljon, ki je deloval v sestavi Slovenskega domobranstva med drugo svetovno vojno.

## Zgodovina
Bataljon je bil ustanovljen 5. julija 1944 s preimenovanjem Križevega bataljona in aprila 1945 preimenovan v I. bataljon.
Zadolžen je bil za varovanje zvez med Novim mestom in Grosupljem.

## Poveljstvo
Poveljniki
- major Ladislav Križ
- stotnik Emil Cof

## Sestava
- štab
- 14. četa
- 16. četa
- 22. četa
- 28. četa
- 71. četa
- 1. težka četa